# 西尾桃子
西尾 桃子（にしお ももこ、2002年9月15日 - ）は、日本の女性声優。兵庫県神戸市出身。81プロデュース所属。愛称は、ちゃんもも。

## 略歴
幼少期より、『プリキュア』や『アイカツ!』、『プリティーシリーズ』などのTVアニメが好きであった。中学3年生の時にTVアニメ『プリパラ』を見た際、i☆Risがキャラクターを演じながら主題歌を担当していることを知り、声優に興味を持つ。2022年、『SUN AUDITION』の存在を応募締切の1週間前に知り応募し、合格。同オーディションの合格者8名により声優ユニット「IBERIs&」を結成し、活動を開始。オーディション合格に伴い、2022年8月20日付けで81プロデュースの所属となった。

## 人物
2歳の頃から14年間のサンバ経験があり、自身が所属する声優ユニット「IBERIs&」ではダンスリーダーを務めている。同ユニットでは自らがダンスの振付を担当した楽曲も存在する。好きな食べ物はフライドポテトであり、メニューにあった際には毎回頼むほどである。趣味はアイドル鑑賞、漫画鑑賞を挙げ、≠MEの尾木波菜のファンである。

## 出演
太字はメインキャラクター。

### テレビアニメ
2023年
- 異世界はスマートフォンとともに。2（ウェンディ）
- MIX 2nd SEASON（佐々木の娘）
- うちの会社の小さい先輩の話（女の子B）
- カノジョも彼女 Season 2（女の子）

2024年
- きのこいぬ（親子連れの客）

### ゲーム
- 刻のイシュタリア（2022年、ソミュール[4]）

### オーディオドラマ
- 幕末動乱美少女伝（2023年、土方歳三[10]）
- 戦国繚乱美少女伝（2025年、浅井兵C、森蘭丸、柴田兵A、北条兵B、西尾宗次）

### オーディオブック
- ここでは猫の言葉で話せ（2024年、梅ちゃん 他[11]）
- 公務員、中田忍の悪徳 2（2024年、若月星愛姫[12]）

### CM
- 日本自動車販売協会連合会 自動車整備士PR動画「これからが、おもしろい」篇（2023年、新人整備士[13]）